# 坂越湾
座標: 北緯34度45分37秒 東経134度26分33.2秒 / 北緯34.76028度 東経134.442556度

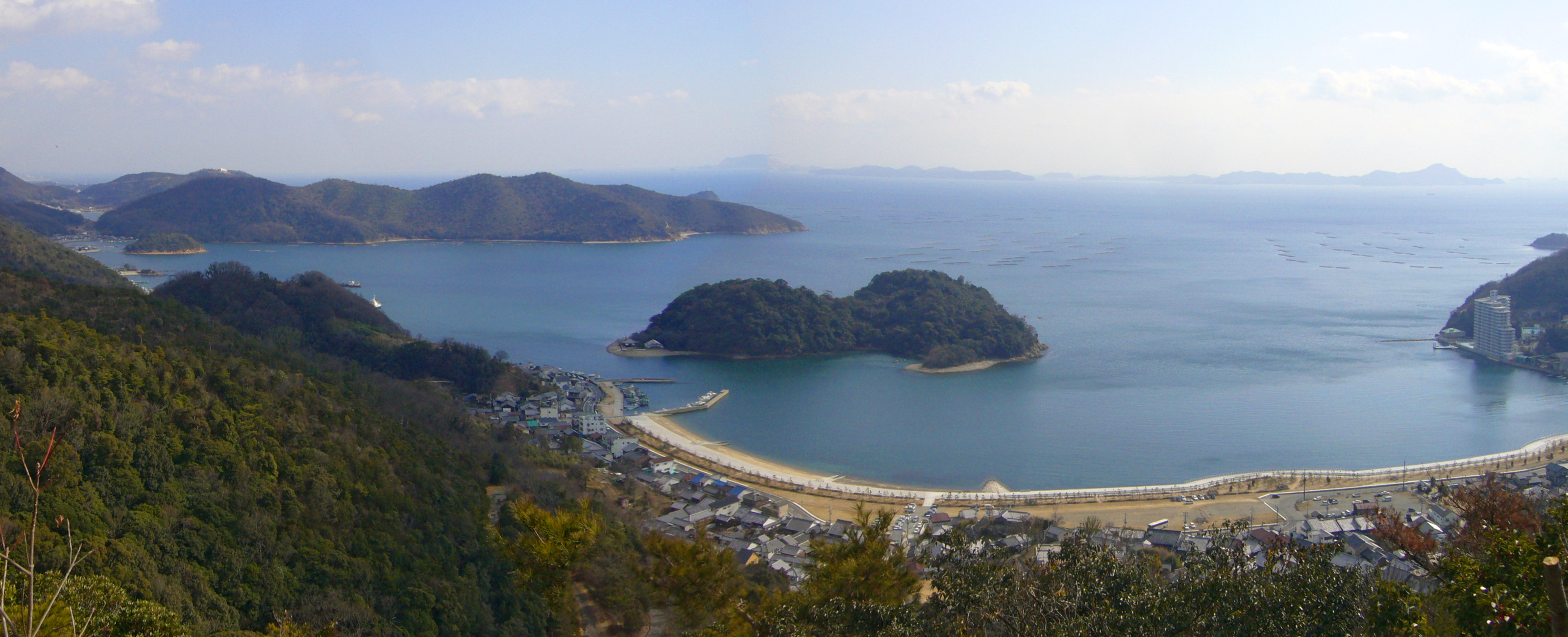
坂越湾

坂越湾（さこしわん）は、兵庫県赤穂市坂越にある湾。

## 地理
西端は御崎、東端は釜崎と接する。隣に相生市の相生湾が深く入り組んでいるのに対し、坂越湾は大きく開いている。湾内には国の天然記念物の生島と鍋島がある。播州赤穂産「坂越のかき」の養殖生産地としても有名。